# Tour de France 1952
Il Tour de France 1952, trentanovesima edizione della Grande Boucle, si svolse in ventitré tappe tra il 25 giugno e il 19 luglio 1952, per un percorso totale di 4.807 km. 
Fu vinto per la seconda e ultima volta dal passista-cronoman e scalatore italiano Fausto Coppi (al secondo e ultimo podio, peraltro nuovamente coincidente con una vittoria, della propria straordinaria carriera al Tour. Il tutto in sole tre partecipazioni alla corsa a tappe francese, considerando pure il decimo posto ottenuto nell'edizione del 1951).
Coppi era già stato il primo ciclista, nel 1949, a compiere nello stesso anno l'accoppiata Giro d'Italia-Tour de France e seppe ripetere la stessa impresa anche in questa annata 1952.
Si trattò della sesta edizione della corsa a tappe francese vinta da un corridore italiano; sei trionfi equamente divisi (due vittorie ciascuno) tra Ottavio Bottecchia, Gino Bartali e Fausto Coppi.
L'Italia dovrà aspettare otto anni per rivedere in maglia gialla un proprio ciclista a Parigi.
Coppi terminò le proprie fatiche sulle strade transalpine di questa edizione 1952 del Tour con il tempo di 151h 57' 20". 
A piazzarsi nella seconda posizione della graduatoria generale fu il passista-finisseur belga Stan Ockers (al secondo e ultimo podio della carriera al Tour, dopo un'altra piazza d'onore da lui conseguita nell'edizione del 1950). 
Al terzo posto della classifica generale arrivò lo scalatore spagnolo Bernardo Ruiz (all'unico podio della carriera al Tour). 
Egli fu il primo corridore spagnolo a finire sul podio della Grande Boucle.
È nella 10ª tappa di questo tour, la Losanna-Alpe d'Huez che il fotografo Carlo Martini, poco prima di girare al Col du Telegraphe, scattò una delle più famose fotografie della storia del Ciclismo: il "passaggio della borraccia" tra Coppi e Bartali.

## Tappe
| Tappa  | Data      | Percorso                                     | km    | Vincitore di tappa  | Leader cl. generale |
| ------ | --------- | -------------------------------------------- | ----- | ------------------- | ------------------- |
| 1ª     | 25 giugno | Brest > Rennes                               | 246   | Rik Van Steenbergen | Rik Van Steenbergen |
| 2ª     | 26 giugno | Rennes > Le Mans                             | 181   | André Rosseel       | Rik Van Steenbergen |
| 3ª     | 27 giugno | Le Mans > Rouen                              | 189   | Nello Lauredi       | Nello Lauredi       |
| 4ª     | 28 giugno | Rouen > Roubaix                              | 232   | Pierre Molinéris    | Nello Lauredi       |
| 5ª     | 29 giugno | Roubaix > Namur (BEL)                        | 197   | Jean Diederich      | Nello Lauredi       |
| 6ª     | 30 giugno | Namur (BEL) > Metz                           | 228   | Fiorenzo Magni      | Fiorenzo Magni      |
| 7ª     | 1º luglio | Metz > Nancy (cron. individuale)             | 60    | Fausto Coppi        | Nello Lauredi       |
| 8ª     | 2 luglio  | Nancy > Mulhouse                             | 252   | Raphaël Géminiani   | Fiorenzo Magni      |
| 9ª     | 3 luglio  | Mulhouse > Losanna                           | 238   | Walter Diggelmann   | Andrea Carrea       |
| 10ª    | 4 luglio  | Losanna > Alpe d'Huez                        | 266   | Fausto Coppi        | Fausto Coppi        |
|        | 5 luglio  | giorno di riposo                             |       |                     |                     |
| 11ª    | 6 luglio  | Le Bourg-d'Oisans > Sestriere                | 182   | Fausto Coppi        | Fausto Coppi        |
| 12ª    | 7 luglio  | Sestriere > Monaco                           | 251   | Jan Nolten          | Fausto Coppi        |
| 13ª    | 8 luglio  | Monaco > Aix-en-Provence                     | 214   | Raoul Rémy          | Fausto Coppi        |
| 14ª    | 9 luglio  | Aix-en-Provence > Avignone                   | 178   | Jean Robic          | Fausto Coppi        |
| 15ª    | 10 luglio | Avignone > Perpignano                        | 255   | Georges Decaux      | Fausto Coppi        |
| 16ª    | 11 luglio | Perpignano > Tolosa                          | 200   | André Rosseel       | Fausto Coppi        |
|        | 12 luglio | giorno di riposo                             |       |                     |                     |
| 17ª    | 13 luglio | Tolosa > Bagnères-de-Bigorre                 | 204   | Raphaël Géminiani   | Fausto Coppi        |
| 18ª    | 14 luglio | Bagnères-de-Bigorre > Pau                    | 149   | Fausto Coppi        | Fausto Coppi        |
| 19ª    | 15 luglio | Pau > Bordeaux                               | 195   | Hans Dekkens        | Fausto Coppi        |
| 20ª    | 16 luglio | Bordeaux > Limoges                           | 228   | Jacques Vivier      | Fausto Coppi        |
| 21ª    | 17 luglio | Limoges > Puy-de-Dôme                        | 245   | Fausto Coppi        | Fausto Coppi        |
| 22ª    | 18 luglio | Clermont-Ferrand > Vichy (cron. individuale) | 63    | Fiorenzo Magni      | Fausto Coppi        |
| 23ª    | 19 luglio | Vichy > Parigi                               | 354   | Antonin Rolland     | Fausto Coppi        |
| Totale | Totale    | Totale                                       | 4 807 |                     |                     |

## Squadre e corridori partecipanti
| N.    | Cod. | Squadra     |
| ----- | ---- | ----------- |
| 1-8   | CHE  | Svizzera    |
| 9-20  | BEL  | Belgio      |
| 21-32 | ITA  | Italia      |
| 33-44 | FRA  | Francia     |
| 45-52 | NLD  | Paesi Bassi |
| 53-60 | ESP  | Spagna      |

| N.      | Cod. | Squadra         |
| ------- | ---- | --------------- |
| 61-68   | LUX  | Lussemburgo     |
| 69-80   | PAR  | Parigi          |
| 81-92   | NEC  | Nord Est-Centro |
| 93-104  | SES  | Sud Est         |
| 105-116 | OSO  | Ovest-Sud Ovest |
| 117-124 | NAF  | Nord Africa     |

## Resoconto degli eventi
Al Tour 1952 parteciparono 122 corridori, dei quali 78 giunsero a Parigi.
Fausto Coppi fu il corridore che vinse il maggior numero di tappe (cinque su ventitré) in quest'edizione. 
Egli vestì sempre la maglia gialla al termine di tutte le ultime quattordici tappe.
Coppi fu il decimo corridore della storia del Tour de France a imporsi in almeno due edizioni, dopo Lucien Petit-Breton, Philippe Thys (fino a quel momento unico a imporsi in tre edizioni), Firmin Lambot, Ottavio Bottecchia, Nicolas Frantz, André Leducq, Antonin Magne, Sylvère Maes e Gino Bartali. 
Come Lambot, Leducq, Magne, Maes e Bartali, e a differenza degli altri, Coppi non vinse queste due edizioni consecutivamente.

## Classifiche finali

### Classifica generale - Maglia gialla
| Pos. | Corridore        | Squadra | Tempo      |
| ---- | ---------------- | ------- | ---------- |
| 1    | Fausto Coppi     | Italia  | 151h57'20" |
| 2    | Stan Ockers      | Belgio  | a 28'17"   |
| 3    | Bernardo Ruiz    | Spagna  | a 34'38"   |
| 4    | Gino Bartali     | Italia  | a 35'25"   |
| 5    | Jean Robic       | Francia | a 35'36"   |
| 6    | Fiorenzo Magni   | Italia  | a 38'25"   |
| 7    | Alex Close       | Belgio  | a 38'32"   |
| 8    | Jean Dotto       | Francia | a 48'01"   |
| 9    | Andrea Carrea    | Italia  | a 50'28"   |
| 10   | Antonio Gelabert | Spagna  | a 58'16"   |

### Classifica scalatori
| Pos. | Corridore         | Squadra | Punti |
| ---- | ----------------- | ------- | ----- |
| 1    | Fausto Coppi      | Italia  | 92    |
| 2    | Antonio Gelabert  | Spagna  | 69    |
| 3    | Jean Robic        | Francia | 60    |
| 4    | Stan Ockers       | Belgio  | 53    |
| 5    | Raphaël Géminiani | Francia | 51    |

### Classifica a squadre
| Pos. | Squadra     | Tempo      |
| ---- | ----------- | ---------- |
| 1    | Italia      | 455h56'40" |
| 2    | Francia     | a 25'16"   |
| 3    | Belgio      | a 54'56"   |
| 4    | Spagna      | a 2h53'44" |
| 5    | Paesi Bassi | a 2h59'52" |